# Federació Anarquista Informal
La Federació Anarquista Informal (FAI; italià: Federazione Anarchica Informale) és una organització anarquista insurreccional. Ha estat descrit per fonts d'intel·ligència italianes com una estructura "horitzontal" de diversos grups anarquistes, units en les seves creences en l'acció armada revolucionària. Els grups i les persones que integren la FAI actuen tant com a organitzacions separades com també sota la FAI, i se sap que formen campanyes grupals. La FAI comparteix, sobretot, objectius i ideals similars amb Conspiracy of Fire Nuclei (Synomosía ton Pyrínon tis Fotiás, abreujat SPF), els dos treballen sovint en solidaritat entre ells, se sap que l'SPF anuncia solidaritat amb FAI en els seus comunicats. El grup té les seves arrels a Itàlia, però des del 2012 ha començat a executar atacs a diversos països del món.
D'acord amb l'anarquisme insurreccional, la FAI s'oposa al capitalisme, al nacionalisme i al marxisme.

## Estructura
L'organització està formada per molts grups arreu del món, incloent-hi:
- July 20 Brigade[7]
- International Solidarity[8]
- Cooperative of Hand-Made Fire & Related Items[9]
- May 22 Group[10]
- Iniciativa Anarco-Insurreccionalista de Ofensiva y Solidaridad–Julio Chavez López/Federación Anarquista Informal[11][12]
- Revenge Cell Mikhail Zhlobitsky[13][14]
- Circle of Asymmetric Urban Warfare[15][16][17]
- Santiago Maldonado cell (named after the Argentine Santiago Maldonado)[18]
- Anarchic Cell for Revolutionary Solidarity
- Friends of the Earth
- Práxedis G. Guerrero Autonomous Cells of Immediate Revolution
- Mariano Sánchez Añón Insurrectional Cell

Aquests grups representen faccions de la FAI, i més enllà de l'organització cada grup també ha forjat el seu propi conjunt d'aliances. A causa de la naturalesa organitzativa, molts dels grups no tenen connexió material entre ells.
El 2012 un funcionari dels carabinieri ROS va afirmar que la intel·ligència italiana havia localitzat les identitats d'almenys cinquanta persones pertanyents a la FAI, i que ara s'amagaven.

## Història
El 2003, el grup va reivindicar la responsabilitat d'una campanya de bombes contra diverses institucions de la Unió Europea. S'havia afirmat dirigir-se a "l'aparell de control que és repressiu i lidera l'espectacle democràtic que és el nou ordre europeu". Per solucionar la situació, es va emetre una ordre per suspendre tots els paquets dirigits als organismes de la UE des de les oficines de correus de la regió d'Emília-Romanya. Fonts de la fiscalia de Bolonya van dir que els paquets enviats per correu a l'aleshores cap del Banc Central Europeu Jean-Claude Trichet, Europol i el president de la Comissió Europea Romano Prodi Eurojust contenien llibres i fotocòpies d'un fulletó de la Federació Anarquista Informal. El díptic descriu el grup italià i parla de la seva "Operació Santa Claus". Després de l'atac de desembre al polític italià Prodi, la FAI va enviar una carta al diari La Repubblica dient que s'oposava a la Unió Europea i afirmava que l'atac es va dur a terme "perquè el porc sap que les maniobres només han començat a acostar-s'hi i d'altres com ell".
El 2010 el servei postal d'Itàlia va interceptar una carta amenaçadora que contenia una bala dirigida al primer ministre Silvio Berlusconi. Un sobre gran que contenia una carta dirigida a Berlusconi amb l'amenaça "acabaràs com una rata" va ser descobert divendres en una oficina de correus del suburbi de Libate de la ciutat nord de Milà. El 9 d'abril de 2013 el grup va enviar un artefacte explosiu a les oficines de La Stampa que no va detonar. El 23 de desembre de 2010, la Federació Anarquista Informal va reclamar el crèdit per l'explosió de paquets lliurats a les ambaixades de Suïssa i Xile a Roma, encara que moltes fonts de notícies van informar erròniament que un altre grup, la Federació Anarquista Italiana, va reivindicar la responsabilitat de les bombes de correu.
El 31 de març de 2011, una carta bomba va esclatar a la seu d'Olten de Swissnuclear, l'associació de la indústria nuclear suïssa, i va ferir dues persones. Segons els fiscals, una carta lliurada amb la bomba va reivindicar la responsabilitat en nom de la FAI.
Una bomba de correu, enviada a Josef Ackermann, director executiu de Deutsche Bank, a Frankfurt del Main, va ser interceptada el 7 de desembre de 2011. El 13 de juny de 2012, el ROS italià sota el nom d'"Operació Ardire" va dur a terme batudes a quaranta persones, va detenir vuit a Itàlia i va enviar dues ordres de detenció per a persones ja empresonades a Alemanya i Suïssa, Gabriel Pombo Da Silva i Marco Camenisch, així com la realització de múltiples interrogatoris, alguns dels quals estaven relacionats amb Conspiracy of Fire Nuclei.
El 30 de setembre de 2020, el nucli cel·lular de la FAI Mikhail Zhlobitsky va afirmar haver enviat bombes a diverses localitzacions d'Itàlia.

### Tiroteig contra Adinolfi
El 7 de maig de 2012, Roberto Adinolfi, de 53 anys, conseller delegat de la companyia nuclear Ansaldo Nucleare, va ser atacat i ferit quan sortia de casa seva a Gènova. Dos homes amb moto li van disparar als genolls. Els atacants van disparar tres trets, fracturant el genoll dret d'Adinolfi. L'acció va ser reivindicada per un grup que s'anomenava "Olga Cell of the FAI/FRI" en un comunicat de quatre pàgines enviat al diari italià Corriere della Sera. La cèl·lula pren el nom d'Olga Ikonomidou, membre de l'SPF empresonada, i havia reclamat diversos atacs. El tiroteig (i les contínues amenaces contra l'agència estatal italiana de recaptació d'impostos) van fer que la ministra de l'Interior italiana , Annamaria Cancellieri, assignés 18.000 policies als detalls de seguretat després de l'atac.
Dos anarquistes, Alfredo Cospito, de 46 anys, i Nicola Gai, de 35 anys, van ser detinguts a Torí a mitjans de setembre de 2012 per l'atac a Adinolfi. Cospito i Gai van ser condemnats el novembre de 2013 a 10 anys 8 mesos i 9 anys, 4 mesos respectivament per l'atemptat contra el qual el tribunal va assignar la qualificació de terrorisme.

## Activitat internacional
Tot i que la Federació Anarquista Informal a Itàlia fa temps que existeix, en els darrers anys diversos grups d'arreu del món han utilitzat el sobrenom per reivindicar la responsabilitat dels seus propis atacs contra objectius governamentals i corporatius, inclòs els incendis provocats a Rússia, Argentina, Indonèsia i el Regne Unit. El maig de 2012, les cèl·lules de la FAI al Regne Unit van anunciar la seva intenció de "paralitzar l'economia nacional" durant els Jocs Olímpics d'estiu de 2012 a Londres. Aquesta advertència va seguir un atac de la cèl·lula britànica FAI May 22 Group a les línies de tren fora de Bristol que va aconseguir interrompre el sistema ferroviari, i un incendi incendiari contra l'⁣alcalde de Bristol, Geoff Gollop. El 3 de gener de 2013, un grup de la FAI va incendiar un transmissor a Bath, Regne Unit, i va provocar talls de televisió i ràdio a 80.000 llars. El 25 de novembre de 2014, un grup que s'anomena FAI Torches in the Night - Earth Liberation Front va reivindicar la responsabilitat de l'incendi que va destruir 5 cotxes de luxe al suburbi de Bristol de Long Ashton.
El 29 de maig de 2012, quatre joves bolivians van ser detinguts en relació amb un atac amb dinamita a una caserna militar boliviana i l'atemptat contra un concessionari d'automòbils durant tot el mes de maig. La FAI va reivindicar la responsabilitat dels dos incidents.
Durant una sessió informativa de seguretat sobre la FAI, un oficial d'intel·ligència italià va citar Grècia, Espanya, Mèxic i Xile com a altres països en els quals la FAI estava estenent xarxes. Les similituds d'ideologia entre la FAI italiana i un grup mexicà implicat en un bombardeig de paquets que va ferir greument dos investigadors en nanotecnologia s'han observat en altres llocs. El setembre de 2012, un grup de la FAI a Mèxic va reivindicar la mort a trets de tres agents de la policia municipal a la Ciutat de Mèxic.
A més, la Federació Anarquista Informal té vincles ideològics amb grups anarquistes grecs. Les cèl·lules de la FAI s'han batejat amb el nom d'Olga Economidou, membre actualment empresonat de Conspiracy of Fire Nuclei, i Lambros Foundas, membre de Revolutionary Struggle que va morir en un tiroteig amb la policia grega el 2010. Un document dels membres empresonats de Conspiracy of Fire Nuclei cita la FAI italiana com a inspiració per a la seva pròpia activitat. En conseqüència, la FAI ha elogiat la Conspiració dels Nuclis de Foc, afirmant que "el projecte de Conspiracy, com el nostre, es basa en l'acció i els mètodes de la violència revolucionària".